# Philippe Leclerc de Hauteclocque
Philippe François Marie Leclerc de Hauteclocque (Belloy-Saint-Léonard, 22 novembre 1902 – Béchar, 28 novembre 1947) è stato un generale francese della seconda guerra mondiale.
Dopo aver aderito al movimento della Francia libera divenne famoso comandando un distaccamento mobile in Nord Africa contro le forze dell'Asse. A partire dall'estate 1944 guidò con abilità ed energia la 2e division blindée dimostrando notevole capacità nella condotta di operazioni con mezzi corazzati.
Dopo la guerra, assunse per breve tempo il comando delle forze francesi in Indocina, morì nel 1947 in seguito ad un incidente aereo. Ricevette il titolo postumo di maresciallo di Francia nel 1952.
È considerato personaggio di rilievo nazionale, la sua memoria è onorata con monumenti in varie piazze di città e paesi francesi. L'esercito francese ha assegnato il nome Leclerc al suo più recente modello di carro armato.

## Carriera
La sua carriera militare iniziò all'École spéciale militaire de Saint-Cyr, l'accademia militare francese, da cui uscì nel 1924 per raggiungere il grado di capitano nel 1937.
Partecipò alla seconda guerra mondiale e, all'atto della resa francese nel giugno 1940, raggiunse Londra; nella capitale britannica già si trovava il generale Charles de Gaulle, capo della cosiddetta Francia libera, organizzazione che raccoglieva tutti i francesi che non avevano accettato la resa ai tedeschi e che, pur con mezzi limitati, tentava di ripristinare l'onore militare della Francia cominciando dal controllo delle sue colonie sparse nel mondo.

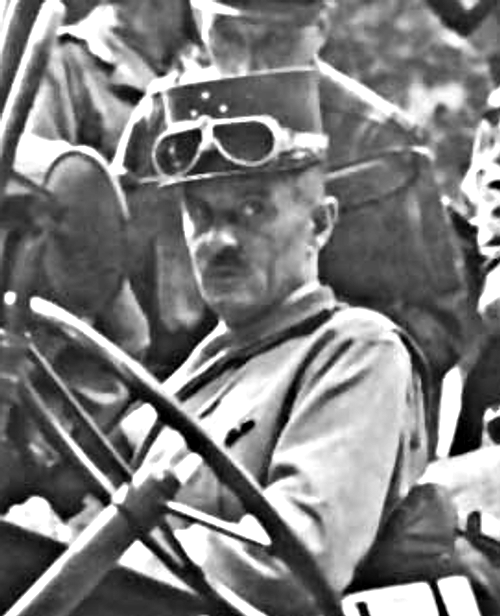
Il generale Leclerc in Francia nell'agosto 1944.

Fu proprio questa la prima missione di Leclerc, promosso al grado di maggiore e inviato nell'Africa Equatoriale Francese per assumere il controllo della colonia del Camerun, incarico retto dal 29 agosto 1940 al 12 novembre 1940.
Ma la Francia Libera era pressata dalla necessità di aumentare il proprio credito presso gli Alleati con alcune vittorie militari, e questo portò alla pianificazione di un attacco nel Sahara libico, allora sotto il controllo dell'esercito italiano.
Il 16 gennaio 1941, promosso colonnello della Francia libera Leclerc guidò un tentativo di conquista dell'oasi libica di Murzuch con una colonna proveniente dal Ciad, ma fu respinto dalle truppe italiane delle compagnie sahariane e dovette ritirarsi.
Andrà meglio nel successivo assedio dell'oasi di Cufra, conquistata con l'appoggio degli inglesi il 1º marzo 1941.
Successivamente, con le forze italo-tedesche ormai in arretramento continuo, ebbe modo di distinguersi nelle battaglie in Tunisia fino alla capitolazione definitiva delle forze italo-tedesche in Africa (13 maggio 1943).
Sbarcato in Normandia il 1º agosto 1944 alla testa della 2e division blindée, una unità corazzata composta di veterani francesi della campagna d'Africa ed equipaggiata con materiale statunitense, partecipò alla campagna di Francia incluse la battaglia della sacca di Falaise e la liberazione di Parigi. Furono i reparti corazzati del generale Leclerc che entrarono per primi nella capitale francese come insistentemente richiesto dal generale de Gaulle. Dopo un nuovo brillante successo nella battaglia di Dompaire, Leclerc guidò la 2e division blindée nella liberazione di Strasburgo e successivamente partecipò all'invasione della Germania nazista sempre alla testa delle sue unità meccanizzate. In questo contesto, fu la sua colonna ad issare la bandiera francese sul Berghof, il "nido d'aquila" del Führer sulle Alpi bavaresi il 4 maggio 1945.
Comandante abile, coraggioso e deciso, Leclerc venne coinvolto in alcune polemiche in seguito al suo operato in un fatto avvenuto al termine della guerra, nella piccola città termale bavarese di Bad Reichenhall. Il 7 maggio 1945 le sue forze catturarono una dozzina di volontari francesi della Divisione SS "Charlemagne" che tentavano il rientro in patria, ed egli diede ordine di fucilarli l'indomani perché ritenne "arrogante" la risposta data alla sua domanda sul perché dei francesi indossassero uniformi tedesche. Gli fu risposto che anche lui non indossava un'uniforme francese, bensì americana, dato che i Francesi Liberi erano equipaggiati con armi, mezzi ed uniformi americane. Egli avrebbe ordinato di fucilarli «quattro per volta, affinché gli ultimi vedessero morire i precedenti»; sembra inoltre che essi provenissero da un ospedale militare, essendo convalescenti da ferite riportate sul Fronte Orientale. Formalmente la fucilazione avvenne senza un processo o una corte marziale che avrebbe potuto accusarli di collaborazionismo.
Terminate le operazioni contro la Germania, Leclerc fu inviato in Estremo Oriente dove firmò per conto della Francia il documento di resa del Giappone (2 settembre 1945) e successivamente fu impegnato nella riconquista dell'Indocina Francese, in cui erano nati forti fermenti indipendentisti sostenuti dal movimento paramilitare comunista dei Viet Minh.
Sostituito in questo incarico dal generale Jean-Étienne Valluy, in quanto ritenuto troppo incline al negoziato piuttosto che alla lotta contro il pericolo comunista, tornò in Francia.
Philippe François Marie Leclerc de Hauteclocque morì il 28 novembre 1947 in seguito ad un incidente aereo avvenuto a Colomb-Béchar, nel deserto dell'Algeria, durante un volo di trasferimento.